# Lucas Paquetá
Lucas Paquetá, właśc. Lucas Tolentino Coelho de Lima (ur. 27 sierpnia 1997 w Rio de Janeiro) – brazylijski piłkarz, występujący na pozycji ofensywnego pomocnika w angielskim klubie West Ham United oraz w reprezentacji Brazylii. Złoty medalista Copa América 2019. Srebrny medalista Copa América 2021. Uczestnik Mistrzostw Świata 2022.

## Kariera klubowa
Lucas od 2007 roku zaczął treningi w młodzieżowych zespołach Flamengo. W styczniu 2017 został włączony do seniorskiej kadry tejże drużyny. 28 maja 2017 roku zadebiutował w dorosłej drużynie Flamengo, w meczu przeciwko Athletico Paranaense wszedł na boisko w 76 minucie, zmieniając Federico Mancuello.
4 stycznia 2019 przeszedł do zespołu A.C. Milan za kwotę 35 mln €, zawodnik podpisał pięcioletni kontrakt z mediolańskim zespołem. W Milanie zadebiutował 12 stycznia 2019 podczas meczu Coppa Italia przeciwko Sampdorii, swój ligowy debiut zanotował z kolei 21 stycznia 2019 w meczu przeciwko Genoi.

## Kariera reprezentacyjna
4 września 2016 zadebiutował w reprezentacji Brazylii U-20, w meczu towarzyskim przeciwko Anglii. W debiucie zdobył bramkę - jedynego gola w młodzieżowej reprezentacji jakiego zdobył.
W 2017 roku wraz z reprezentacją U-20 brał udział w Mistrzostwach Ameryki Południowej U-20.
8 września 2018 zadebiutował w seniorskiej reprezentacji Brazylii, w meczu towarzyskim przeciwko Stanom Zjednoczonym, wszedł na boisko w 71 minucie zmieniając Philippe Coutinho. Kilka dni później, 12 września 2018, zagrał 36 minut w meczu towarzyskim przeciwko reprezentacji Salwadoru.

## Życie prywatne
Posiada również obywatelstwo portugalskie. Jego brat Matheus Paquetá również jest piłkarzem, występuje w brazylijskim Tombense.

## Sukcesy

### CR Flamengo
- Campeonato Carioca: 2017

### Reprezentacyjne
- Copa América: 2019

### Wyróżnienia
- Bola de Prata: 2018[5]
- Piłkarz miesiąca Ligue 1: Październik 2021[6]
- Drużyna roku Campeonato Carioca: 2018[7]
- Drużyna roku Série A: 2018[8]
- Drużyna sezonu Ligue 1: 2020/2021[9]